# Fußball bei den Militärweltspielen

Fußball gehört bei den Militärweltspielen zu den Sportarten, die seit 1995 ständig im Programm der Spiele waren. Teilnehmer sind die Militär-Nationalmannschaften der im internationalen Militärsport-Weltverband organisierten Länder. Das Turnier wird im 4-Jahres-Rhythmus ausgespielt und löste die von 1946 bis 2005 ausgetragene Fußball-Militär-Weltmeisterschaft ab. Der Sieger des Turniers trug für vier Jahre den Titel „Fußball-Militärweltmeister“. Allerdings finden seit 2013 wieder separate, von der CISM organisierte und veranstaltete Militär-WM´s statt, weshalb die Gewinner der CISM World Football Trophy ab 2013 wieder den Titel „Fußball-Militärweltmeister“ trägt und nicht der Goldmedaillen-Gewinner. Ein Turnier im Frauenfußball wird seit 2007 ausgetragen. Auch hier fanden von 2008 bis 2010 noch drei separate WM-Turniere statt. Seit 2016 wird der Titel „Frauenfußball-Militärweltmeister“ wieder bei einer eigenen WM, der „CISM Women’s World Football Cup“ ausgespielt, weshalb die Goldmedaillen-Gewinner ab den Spielen 2019 in Wuhan nicht mehr den diesen Titel trägt.

## Die Turniere der Männer im Überblick
| Jahr         | Gastgeber                  | Finale     | Finale         | Finale       | Spiel um Bronze | Spiel um Bronze | Spiel um Bronze |
| Jahr         | Gastgeber                  | Gold       | Ergebnis       | Silber       | Bronze          | Ergebnis        | 4. Platz        |
| ------------ | -------------------------- | ---------- | -------------- | ------------ | --------------- | --------------- | --------------- |
| 1995 Details | Rom (Italien)              | Frankreich | 1:0            | Iran         | Südkorea        | 1:0             | Zypern          |
| 1999 Details | Zagreb (Kroatien)          | Ägypten    | 3:3, 5:4 i. E. | Griechenland | Kroatien        | 2:0             | Deutschland     |
| 2003 Details | Catania (Italien)          | Nordkorea  | 3:2            | Ägypten      | Italien         | 3:2             | Litauen         |
| 2007 Details | Hyderabad (Indien)         | Ägypten    | 2:0            | Kamerun      | Nordkorea       | 2:0             | Katar           |
| 2011 Details | Rio de Janeiro (Brasilien) | Algerien   | 1:0            | Ägypten      | Brasilien       | 1:0 n. V.       | Katar           |
| 2015 Details | Mungyeong (Südkorea)       | Algerien   | 2:0 n.V        | Oman         | Südkorea        | 3:2.            | Ägypten         |
| 2019 Details | Wuhan (China)              | Bahrain    | 3:1            | Katar        | Algerien        | 4:0             | Südkorea        |

### Medaillenspiegel
nach 6 Turnieren
| Rang | Land         | Goldmedaille | Silbermedaille | Bronzemedaille | Gesamt |
| ---- | ------------ | ------------ | -------------- | -------------- | ------ |
| 1    | Ägypten      | 2            | 2              | 0              | 4      |
| 2    | Algerien     | 2            | 0              | 1              | 3      |
| 3    | Nordkorea    | 1            | 0              | 1              | 2      |
| 4    | Bahrain      | 1            | 0              | 0              | 1      |
|      | Frankreich   | 1            | 0              | 0              | 1      |
| 6    | Griechenland | 0            | 1              | 0              | 1      |
|      | Iran         | 0            | 1              | 0              | 1      |
|      | Kamerun      | 0            | 1              | 0              | 1      |
|      | Katar        | 0            | 1              | 0              | 1      |
|      | Oman         | 0            | 1              | 0              | 1      |
| 11   | Südkorea     | 0            | 0              | 2              | 2      |
| 12   | Brasilien    | 0            | 0              | 1              | 1      |
|      | Italien      | 0            | 0              | 1              | 1      |
|      | Kroatien     | 0            | 0              | 1              | 1      |

## Die Turniere der Frauen im Überblick
| Jahr         | Gastgeber                  | Finale    | Finale    | Finale      | Spiel um Bronze | Spiel um Bronze | Spiel um Bronze |
| Jahr         | Gastgeber                  | Gold      | Ergebnis  | Silber      | Bronze          | Ergebnis        | 4. Platz        |
| ------------ | -------------------------- | --------- | --------- | ----------- | --------------- | --------------- | --------------- |
| 2007 Details | Hyderabad (Indien)         | Nordkorea | 5:0       | Deutschland | Frankreich      | 1:0             | Niederlande     |
| 2011 Details | Rio de Janeiro (Brasilien) | Brasilien | 5:0       | Deutschland | Niederlande     | 2:0             | Frankreich      |
| 2015 Details | Mungyeong (Südkorea)       | Brasilien | 2:1 n. V. | Frankreich  | Südkorea        | 3:0             | Niederlande     |
| 2019 Details | Wuhan (China)              | Nordkorea | 2:1       | China       | Brasilien       | 3:1             | Südkorea        |

### Medaillenspiegel
nach 3 Turnieren
| Rang | Land        | Goldmedaille | Silbermedaille | Bronzemedaille | Gesamt |
| ---- | ----------- | ------------ | -------------- | -------------- | ------ |
| 1    | Brasilien   | 2            | 0              | 1              | 3      |
| 2    | Nordkorea   | 2            | 0              | 0              | 2      |
| 3    | Deutschland | 0            | 2              | 0              | 2      |
| 4    | Frankreich  | 0            | 1              | 1              | 2      |
| 5    | China       | 0            | 1              | 0              | 1      |
| 6    | Niederlande | 0            | 0              | 1              | 1      |
|      | Südkorea    | 0            | 0              | 1              | 1      |